# Штейнгель, Фёдор Рудольфович
Барон Фёдор (Теодор) Рудольфович Штейнгель (нем. Theodor von Steinheil, укр. Федір Рудольфович Штайнгайль; 1870—1946) — член I Государственной думы Российской империи от города Киева, посол Украинской державы в Берлине.

## Биография
Из обрусевшего немецкого дворянского рода. Отец — Рудольф Васильевич Штейнгель (1841—1892), инженер, строитель Владикавказской железной дороги.
В детстве переехал с родителями на Юг России. Окончил гимназию, учился на физико-математическом факультете Киевского и Варшавского университетов, но курса по болезни не окончил. Жил (до 1918) в Киеве и в своем имении Городок близ Ровно. Занимался естественными науками, имел несколько научных трудов по зоологии. Член Императорского Русского энтомологического общества, Киевского общества естествоиспытателей, Киевского кружка естествознания и других ученых обществ.
Сторонник национально-территориальной автономии Украины. Устроил в своем имении Городок музей археологических и этнографических находок на Волыни (в 1915 году перевезён на Кавказ, после 1917 включен в состав музея в Армавире). Почётный мировой судья Ровенского уезда, член учётного, ссудного комитета Ровенского отделения Государственного банка, почётный смотритель Ровенского 2-классного городского училища. Предпринял по собственной инициативе продажу крестьянам земли на выгодных для них условиях. Устроил в своём имении библиотеку, общедоступную образцовую школу, больницу.

### Политическая детальность
В январе 1906 году вступил в Киевскую областную организацию Конституционно-демократической партии, член «брошюрной» комиссии; входил в её Киевский областной комитет, председатель Ровенского уездного комитета; делегат 2-го и 3-го съездов партии. В 1900 владелец изразцовой фабрики в городе Холм Люблинской губернии. Землевладелец. Сын Штейнгеля — Владимир (1898—1935), председатель Верховного совета Русского народного объединения в Польше.
17 апреля 1906 году избран в 1-ю Государственную думу от съезда городских избирателей. Входил в Конституционно-демократическую фракцию. Вошёл в Украинскую громаду. Член распорядительной комиссии и комиссии «33-х» по выработке аграрного закона. Один из инициаторов законопроекта о гражданском равенстве. Подписал законопроекты: «42-х» по аграрному вопросу, «О гражданском равенстве», «О собраниях», «Об изменении статей 55—57 Учреждения Государственной Думы». Докладчик 4-го отдела по проверке прав членов Государственной Думы. Выступал в прениях о Белостокском погроме. Поддержал многочисленные протесты против административного произвола. Подписал Выборгское воззвание, за что был приговорён по ст. 129, ч. 1, п. п. 51 и 3 Уголовного Уложения к 3-месячному тюремному заключению и лишению избирательных прав.
В 1909 году (при основании) стал руководителем масонской ложи «Киевская заря», работавшей еще в Великом востоке Франции. В 1910 году, уже во время раскола в российском масонстве и создания Великого востока народов России стал руководителем киевской ложи «Правда». В 1912 году был выбран председателем Верховного совета Великого востока народов России. Во время отсутствия Штейнгеля в Петербурге его заменял С. Д. Урусов.
Входил в Товарищество украинских прогрессистов (ТУП). Вместе с другими деятелями ТУП и конституционными-демократами-украинцами подписал заявление в адрес трудовой и конституционно-демократической фракций 4-й ГД с выражением протеста против подавления национального украинского движения и с требованием национализации просвещения в интересах культурного развития украинского народа и предоставления автономии Украине, как и другим народам. На его квартире в Киеве в феврале 1914 года состоялось совещание П. Н. Милюкова с лидерами ТУП и киевских конституционных-демократов. Принят в члены Украинского научного общества в Киеве (7.2.1914), некоторое время являлся товарищем (заместителем) председателя этого общества.
В годы 1-й мировой войны вошёл в Раду ТУП, но в декабре 1916 заявил о своём выходе из организации, возражая против принятой Радой декларации «Наша позиция» о переходе от нейтралитета к протесту против войны. В 1915—1917 годы возглавил Юго-Западный комитет Всероссийского союза городов (ВСГ); старался привлечь к работе комитета больше украинских общественных деятелей. «Украинский курс» Юго-Западного комитета оказывал влияние на Центральный комитет ВСГ в Москве. Примыкал к левому крылу Конституционно-демократической партии. На 6-м съезде партии (февраль 1916) избран в состав её ЦК.

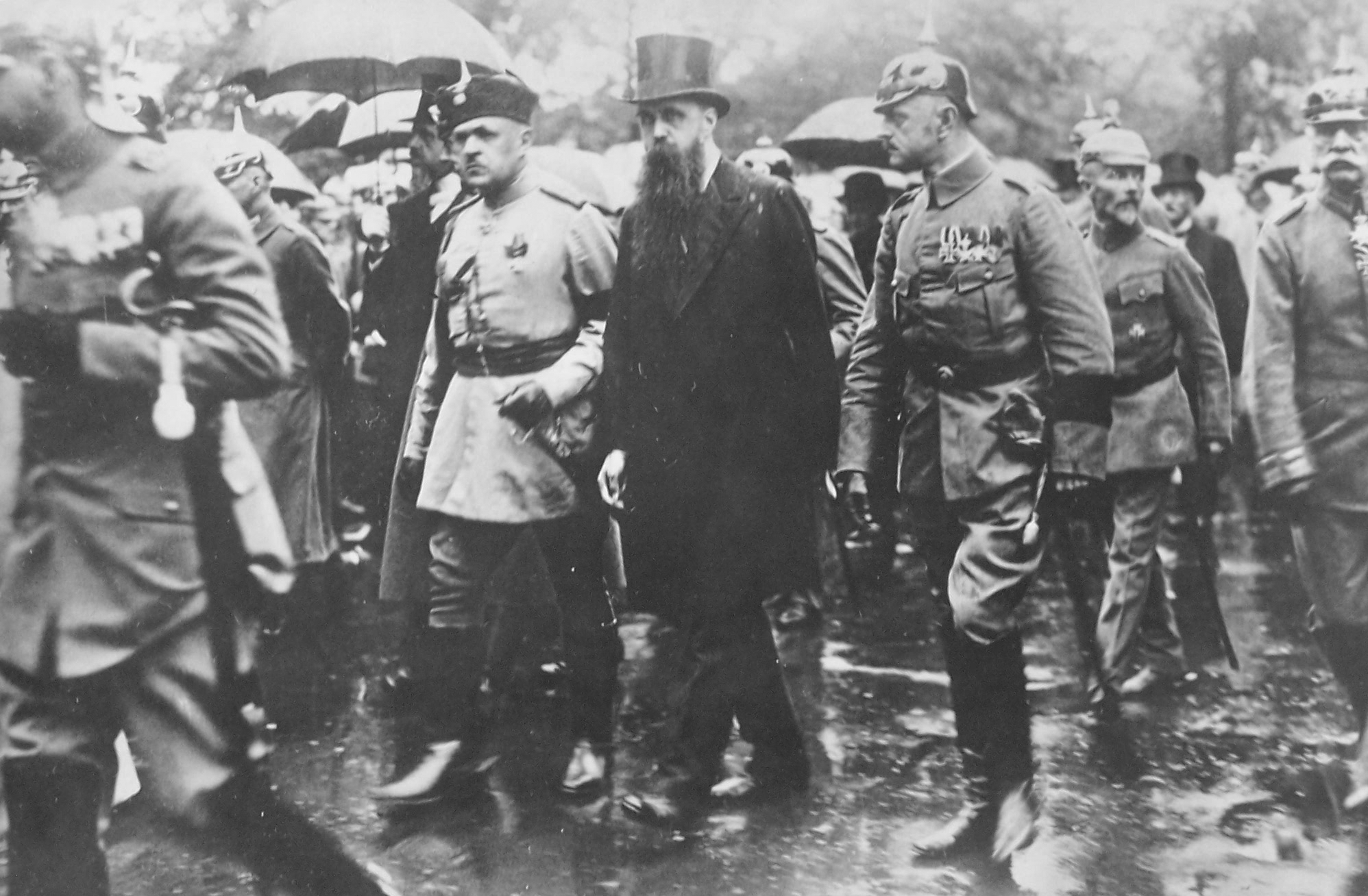
Посол Украины барон Штейнгель и турецкий посол Рифат Паша на похоронах убитого генерал-фельдмаршала Германа фон Эйхорна

После Февральской революции 1917 года член Исполкома Совета объединённых общественных организаций Киева, член президиума Всеукраинского национального конгресса. Кандидат от Украинской партии социалистов-федералистов на муниципальных выборах в Киеве.
В августе 1917 года отклонил предложение Д. И. Дорошенко о вхождении в Генеральный секретариат Центральной Рады. В 1918 году при гетмане П. П. Скоропадском — посол Украинской державы в Берлине (до декабря 1918). В 1919 году его библиотека поступила в Государственную публичную библиотеку АН УССР, созданный им музей погиб во время Гражданской войны.
После занятия Украины большевиками остался в Германии, в 1922 году жил в Берлине. В 1924—1940 гг. жил в своём имении Городок, находившемся в то время на территории Польши. В начале 1940 года вывезен с семьёй в Германию. В последние годы жизни писал мемуары.